# Peter Gabriel

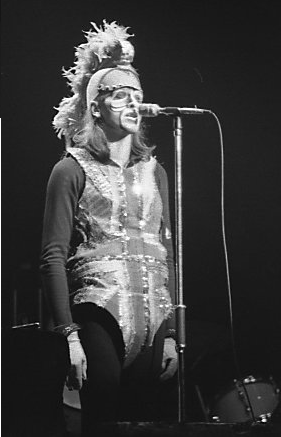
Peter Gabriel under en konsert med Genesis 1974 som "Britannia" eller "The Moonlit Knight".

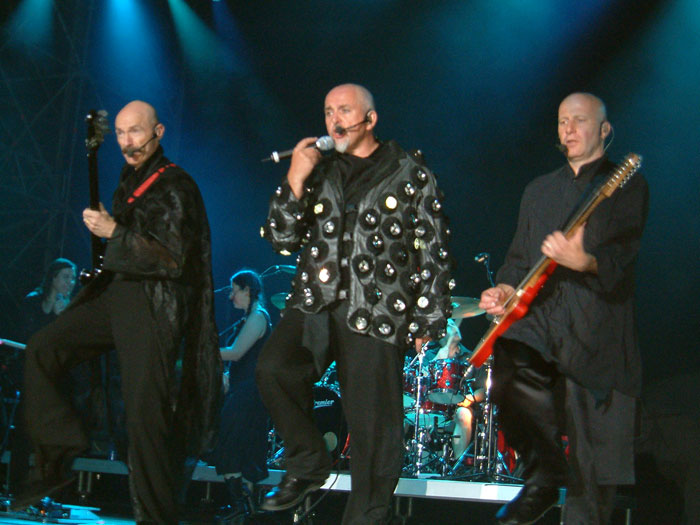
Peter Gabriel (mitten) med Tony Levin och David Rhodes 2004.

Peter Brian Gabriel, född 13 februari 1950 i Chobham, Surrey, är en brittisk kompositör, musiker och sångare. Han var mellan 1967 och 1975 sångare i progrockgruppen Genesis och har därefter haft framgångar som soloartist. Peter Gabriel belönades med Polarpriset 2009.

## Tiden med Genesis
Gabriel blev känd som en av medlemmarna i den progressiva rockgruppen Genesis som han under sin skoltid var med och bildade.
Det stora genombrottet kom i början av 1970-talet, med skivor som Nursery Cryme och Foxtrot. Den sistnämnda innehöll bland annat den närmare 23 minuter långa låten "Supper's Ready", som enligt Gabriel själv beskrivs som "en personlig resa som till slut går igenom scener från Uppenbarelseboken i Bibeln".
Genesis blev snabbt en mycket omtalad grupp, mycket på grund av Gabriels eldiga scenframträdande. Han introducerade ofta sångerna med en komisk och drömlik liten novell och framförde dem ofta utklädd till de mest bisarra ting; en räv, en blomma, en triangel eller som Storbritanniens karta för att nämna några exempel. Han hade även rakat in en triangel mitt på huvudet, samtidigt som han fortfarande behöll stora delar av håret. Under framförandet av sången The Knife utförde han ett trick som långt senare blev vanligt och populärt bland artister och som brukar kallas stagediving.
Den sista skivan med Gabriel som medlem heter The Lamb Lies Down on Broadway och är ett konceptalbum om en ungdomsbrottsling med namnet Rael. På den efterföljande turnén valde bandet att på varje spelning framföra skivan i sin helhet.
Under sin tid som medlem i Genesis hann Peter Gabriel medverka på sex studioskivor, samt ett livealbum. Den mest framgångsrika skivan under Gabriels period är 1973 års Selling England by the Pound, som räknas som ett av de viktigaste släppen inom progrocken. Med låtar som "Dancing With The Moonlit Knight" och "Firth of Fifth".

## Solokarriär
Gabriel lämnade Genesis 1975, och ersattes som sångare av bandets trummis Phil Collins. Han har sagt att han "höll på att fastna i rockstjärne-maskineriet och min dotters svåra födsel gav mig ett nytt perspektiv". Efter att han lämnat Genesis började han en solokarriär.
Hans första framgång blev singeln "Solsbury Hill" där han metaforiskt beskriver uppbrottet från Genesis. Sina fyra första album lät han bli att ge en titel, man brukar referera till dem med namnen Car, Scratch, Melt och Security eller kort och gott I, II, III, IV. Även om han tidigt rönte framgång hos kritiker och även viss ekonomisk framgång, dröjde det till 1986 innan han nådde sin största framgång med albumet So, innehållande bland annat hiten "Sledgehammer".
Han har även skrivit filmmusik, bland annat till filmerna Birdy (Alan Parker, 1984) och Kristi sista frestelse (Martin Scorsese, 1988). Soundtracken till båda dessa filmer finns bland hans diskografi, den senare under namnet Passion 1989. För soundtracket till Kristi sista frestelse fick han 1989 sin första Grammy av hittills totalt sex. I filmen Phenomenon (Gerald Di Pego, 1996) framförs en omgjord och utökad version av hans låt "I Have the Touch", och i filmen Shall We Dance (Peter Chelsom, 2005) framför han sången "The Book of Love" av Stephin Merritt. 2008 gjorde han sången "Down to Earth" tillsammans med Thomas Newman, ledmotivet till Disneyfilmen WALL-E, som han även framförde. Sången nominerades till både en Golden Globe och en Oscar för bästa filmsång och belönades med en grammis 2009 för bästa filmsång.
2006 framförde Gabriel John Lennons "Imagine" vid öppningsceremonin för Vinter-OS i Turin. Den 12 maj 2009 tillkännagavs att Peter Gabriel fått Polarpriset för år 2009.

## Gabriel som nyskapare
Gabriel är känd för nyskapande inom både musik och musikvideo. Han använder gärna ovanliga musikinstrument och rytmer. Sången Sledgehammer från skivan So åtföljdes av en video som kom att sätta ny standard för musikvideo-industrin, och är en av de mest visade på MTV någonsin. Hans musik är ofta inspirerad av musik från hela världen och han framträder gärna tillsammans med musiker med olika etnisk och kulturell bakgrund.

## Engagemang i mänskliga rättigheter

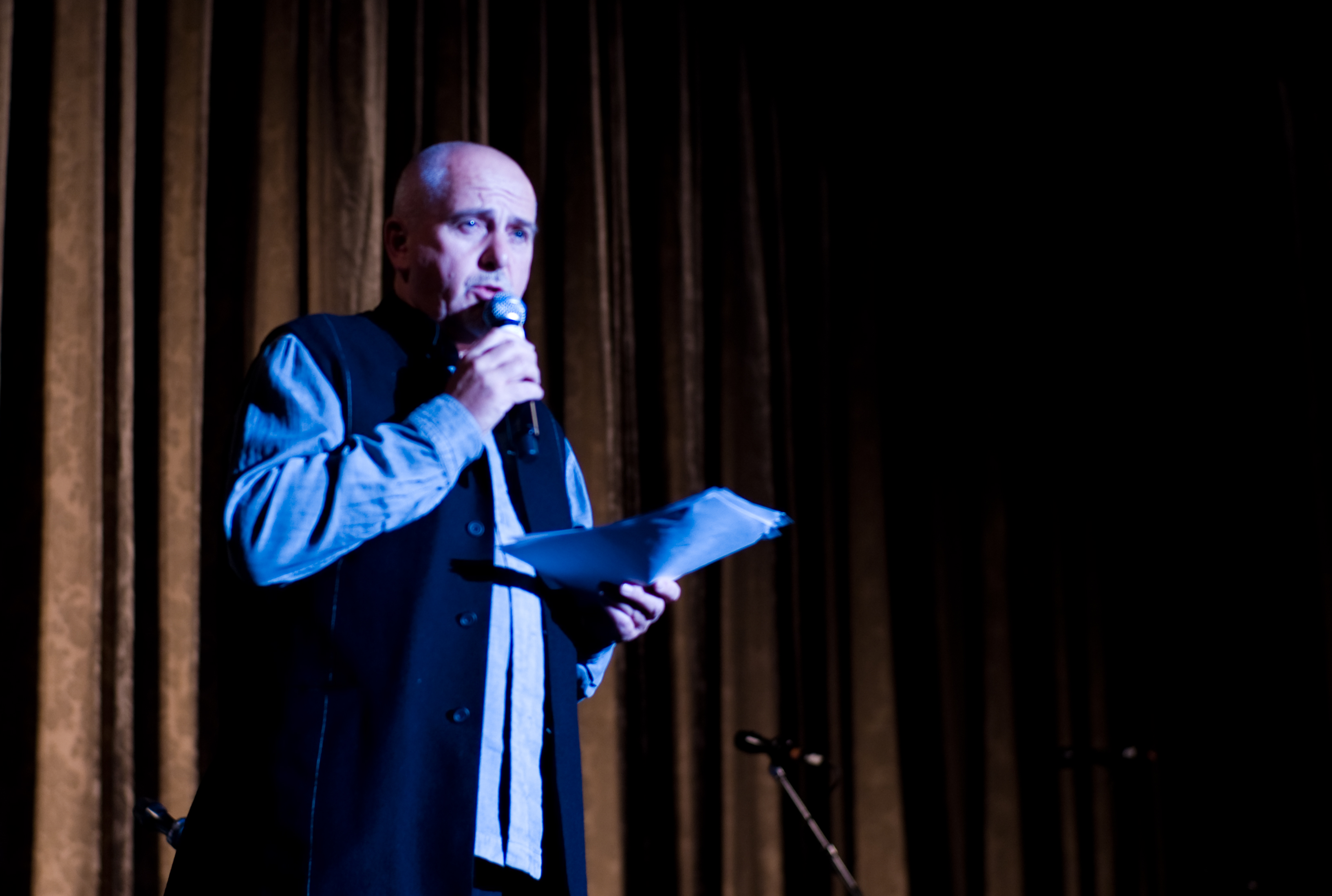
Peter Gabriel talar på WITNESS-galan 2007

Gabriel är även känd för sitt engagemang för mänskliga rättigheter och har intierat och stött en mängd projekt och verksamheter inom detta område.
Gabriel ställde frågan: Kan en liten grupp oberoende äldre människor hjälpa till att lösa globala problem och lindra mänskligt lidande?  För idén värvades Nelson Mandela som bildade gruppen "The Elders" (på svenska ungefär Åldermännen). Bland gruppen medlemmar märks personer som Desmond Tutu, Jimmy Carter, Gro Harlem Brundtland, Mary Robinson och Kofi Annan. The Elders syfte är att använda medlemmarnas gemensamma inflytande och erfarenhet till att stödja byggandet av fred och bidra till att avhjälpa andra orsaker till mänskligt lidande samt verka för ökat gemensamt intresse för mänskligheten. Gabriel stödjer gruppen som oberoende donator.
Ett annat projekt är det första sociala nätverket för döva.
2007 startade han "The Hub" ett slags youtube för mänskliga rättigheter.
Engagemanget återfinns även i hans musik, till exempel i sången Biko, om antiapartheid-aktivisten Steve Biko, från 1980 och i sången Don't Give Up från albumet So 1985, en duett han framförde med Kate Bush som tar upp den mänskliga katastrof som arbetslöshet ofta innebär.

## Familj
Peter Gabriel gifte sig 9 juli 2002 med Meabh Flynn. Han har två döttrar, Anna-Marie (född 26 juli 1974) och Melanie (född 23 augusti 1976), i sitt första äktenskap med Jill Moore, och sönerna Isaac (född 27 september 2001) och Luc (född 5 juli 2008) i sitt nuvarande. Melanie var med och sjöng på Gabriels turnéer Growing Up 2002-2003 och Warm Up 2007.

## Diskografi (som soloartist)
Album
- 1977 – Peter Gabriel (även kallat Peter Gabriel I eller Car)
- 1978 – Peter Gabriel (även kallat Peter Gabriel II eller Scratch)
- 1980 – Peter Gabriel (även kallat Peter Gabriel III eller Melt)
- 1982 – Peter Gabriel (även kallat Peter Gabriel IV eller Security)
- 1983 – Plays Live
- 1984 – Birdy (soundtrack)
- 1986 – So
- 1989 – Passion (soundtrack)
- 1990 – Shaking the Tree (samlingsalbum)
- 1992 – Us
- 1994 – Secret World Live
- 2000 – OVO
- 2002 – Long Walk Home: Music from the Rabbit-Proof Fence (soundtrack)
- 2002 – Up
- 2003 – Growing Up Live (DVD)
- 2003 – Hit (samlingsalbum)
- 2004 – Still Growing Up Live 2004: 09.05.04 Frankfurt
- 2010 – Scratch My Back
- 2011 – New Blood
- 2011 – Full Stretch
- 2013 – And I'll Scratch Yours (div. artister framförar coverlåter skrivna och producerade av Peter Gabriel)
- 2023 – i/o

## Utmärkelser
- CASBY Award, för So,  1986
- Michael Jackson Video Vanguard Award,  1987[5]
- MTV Video Music Award för bästa redigering, för Sledgehammer,  1987[5]
- MTV Video Music Award för årets video, för Sledgehammer,  1987[5]
- Ivor Novello Awards, för Don't Give Up,  1987[6]
- MTV Video Music Award – Viewer’s Choice, för Sledgehammer,  1987[5]
- MTV Video Music Award för bästa scenografi, för Sledgehammer,  1987[5]
- MTV Video Music Award för bästa manliga video, för Sledgehammer,  1987[5]
- MTV Video Music Award för mest experimentella video, för Sledgehammer,  1987[5]
- MTV Video Music Award för bästa specialeffekter, för Sledgehammer,  1987[5]
- MTV Video Music Award för bästa konceptvideo, för Sledgehammer,  1987[5]
- MTV Video Music Award för bästa regi, för Sledgehammer,  1987[5]
- MTV Video Music Award för bästa samlade framträdande, för Sledgehammer,  1987[5]
- Brit Award för årets brittiska video, för Sledgehammer,  1987[7]
- Brit Award för brittisk manlig soloartist,  1987
- Grammy Award för bästa new age-album, för Passion: Music for The Last Temptation of Christssion,  1990[8]
- Q Awards,  1992
- GAFFA-Priset, för Digging in the Dirt,  1992
- MTV Video Music Award för bästa specialeffekter, för Steam,  1993[5]
- MTV Video Music Award för bästa redigering, för Steam,  1993[5]
- Grammy Award för bästa musikvideo, för Digging in the Dirt,  1993[8]
- Brit Award för årets brittiska producent,  1993
- MTV Video Music Award för bästa specialeffekter, för Kiss That Frog,  1994[5]
- Grammy Award för bästa musikvideo, för Steam,  1994[8]
- Nord-Syd-priset,  1995
- Grammy Award för bästa musikfilm, för Secret World Live,  1996[8]
- Genesis Award,  2003[9]
- BT Digital Music Awards,  2006[10]
- Frankfurter Musikpreis,  2006
- Q Awards,  2006
- BMI London Awards, för In Your Eyes,  2006[11]
- Ivor Novello Awards,  2007[12]
- BMI London Awards,  2007[11]
- Ambassador of Conscience Award,  2008
- Polarpriset,  2009
- Grammy Award för bästa arrangemang, instrumentalt eller a cappella, för Define Dancing,  2009[8]
- Grammy Award för bästa sång skriven för visuella medier, för Down to Earth,  2009[8]
- BMI London Awards, för Sledgehammer,  2012
- Rock and Roll Hall of Fame,  2014[13]

[Redigera Wikidata]